# Revolution (film, 2009)
Pour les articles homonymes, voir Révolution (homonymie).
 (septembre 2013).
Pour plus de détails, voir Fiche technique et Distribution.
Revolution est un film d'animation marocain réalisé en 2009.

## Synopsis
Az’Az, enfant intelligent, talentueux et jovial, aime la vie et la liberté. Il rêve d’avoir une famille. Mais dans l’obscurité et le froid des rues, il découvre les ténèbres.

## Fiche technique
- Réalisation : Aziz Oumoussa Saber Shouli
- Animation : Aziz Oumoussa Saber Shouli
- Musique : Oussama Chtouki